# Mimosa paludosa
Mimosa paludosa är en ärtväxtart som beskrevs av George Bentham. Mimosa paludosa ingår i släktet mimosor, och familjen ärtväxter. Inga underarter finns listade i Catalogue of Life.